# جامعة إجدابيا
جامعة إجدابيا، جامعة ليبية حكومية، تأسست في مدينة إجدابيا تحت أسم جامعة أقسام الواحات في سنة 2000، ثم تم ضمها إلى جامعة قاريونس (حاليا تسمى جامعة بنغازي) في سنة 2005. في سنة 2014 صدر قرار مجلس الوزراء رقم(113) بشأن اعتماد وإنشاء جامعة تحت أسم جامعة إجدابيا. وبذلك تم فصلها عن جامعة بنغازي وأصبحت جامعة مستقلة إداريا وماليا.

## كليات الجامعة
تضم جامعة إجدابيا الكليات التالية:
- كلية العلوم
- كلية الطب
- كلية الاقتصاد والعلوم السياسية
- كلية الآداب
- كلية الهندسة
- كلية الحقوق
- كلية تقنية المعلومات
- كلية طب الأسنان

## روابط خارجية
- الموقع الرسمي لجامعة إجدابيا